# Euro-Mir
Euro-Mir är en berg- och dalbana i stål, placerad i Europa-Park i Tyskland, invigd 1997. Som namnet antyder är temat för banan den ryska rymdstationen Mir. Vagnarna som passagerarna åker i roterar, men dock inte av sig själv. Istället sitter det motorer under varje vagn som roterar vagnen i rätt läge vid vissa tillfällen under åkturen.